# انسداد الأوعية الدقيقة
انسداد الأوعية الدقيقة (بالإنجليزية: Microvascular occlusion)‏ هي حالة تحدث مع الفرفرية شبكية الشكل، ووجوده يفترض أنَّ الفينيليفرين هو العامل المُسبب.